# Чигвинцев, Юрий Константинович
Юрий Константинович Чигвинцев (род. 1 сентября 1938) — российский дипломат.

## Биография
Окончил Ижевский механический институт (1960) и Дипломатическую академию МИД СССР (1980). Владеет португальским и английским языками. На дипломатической работе с 1980 года.
- В 1990—1995 годах — генеральный консул СССР, затем (с 1991) Российской Федерации в Рио-де-Жанейро (Бразилия).
- С 14 марта 1997 по 28 июня 1999 года — чрезвычайный и полномочный посол Российской Федерации в Гвинее-Бисау[1][2].
- В 2000—2002 годах — генеральный консул Российской Федерации в Эрдэнэте (Монголия).

## Дипломатический ранг
- Чрезвычайный и полномочный посланник 2 класса (31 июля 1990)[3]